# Artilleriegeschoss

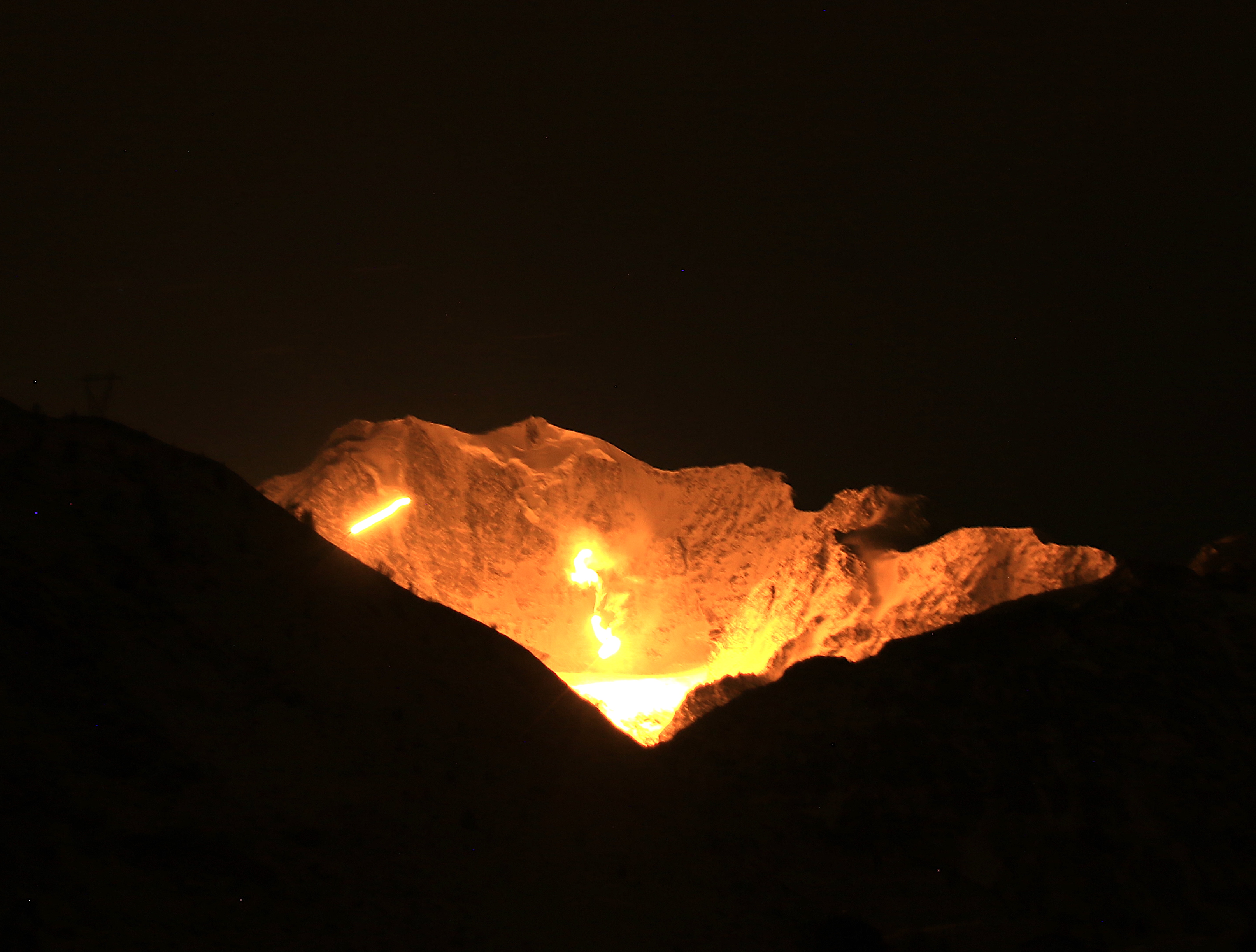
Einsatz von Leuchtgeschossen bei einem Artillerieschießen auf dem Simplonpass. Der beleuchtete Berg ist das Fletschhorn aus 9 km Distanz vom Simplonpass aus gesehen

Ein Artilleriegeschoss (auch Artilleriegranate genannt) ist eine Munition der Artillerie und deren Hauptwirkmittel.

## Allgemeines
Während bei Patronenmunition (Gewehr, Panzer) Zünder (sofern erforderlich), Geschoss, Treibladung und Treibladungsanzünder zusammen vorliegen, sind diese bei der Artillerie oft auch getrennt und werden erst kurz vor dem Schuss zusammengeführt. Dadurch ist die Handhabung zwar weniger einfach, aber die Flexibilität erhöht. Mittels Wahl der Treibladungsart und -menge lässt sich (neben der Rohrerhöhung) die Schussweite und durch die Wahl des Zünders die Wirkung im Ziel (Luft-, Aufschlag, Erddetonation) beeinflussen.

## Dumme und intelligente Geschosse
- Sogenannte dumme Geschosse haben keine Mittel zur Kursänderung. Sie haben eine Flugbahn entsprechend den Gesetzen der Ballistik. Der Vorteil ist, dass sie vergleichsweise einfach, preiswert, und in Massen hergestellt werden können. Geschosse können je nach Qualität und Produktionsaufwand zwischen unter tausend bis wenige tausend Euro kosten. Auch ältere Geschütze, die über keine elektronischen Hilfsmittel verfügen, können diese Munition nur mit Hilfe von Tabellen effektiv verschießen. Nachteil ist ein umso größerer Streukreis, je größer die Schussweite ist. Die Trefferwahrscheinlichkeit sinkt mit der Entfernung. Unter Umständen müssen viele Geschosse eingesetzt werden, um das Ziel zu treffen. Ein Teil der Munition trifft nicht das Ziel und verursacht unbeabsichtigte Kollateralschäden. Bewegliche Ziele sind nur mit einem Vorhalt schwer zu treffen.

- Sogenannte Intelligente Geschosse verfügen über eigene Elektronik und Lenkmechanismen, die zur Erhöhung der Trefferwahrscheinlichkeit führen. Zu dieser Klasse gehören Geschosse, die über Navigationssysteme oder Sensoren zur Zielerfassung verfügen. Mit Kurskorrekturzündern können nachträglich auch dumme Artilleriegeschosse, etwa GPS-gestützt, in der Flugphase gelenkt werden. Vorteile sind erhöhte Treffgenauigkeit, mit sehr kleinem Streukreis, dadurch wird der benötigte Munitionseinsatz verringert und Kollateralschäden werden vermieden. Der Einsatz ist je nach Technologie auch gegen bewegliche Ziele effektiv. Der Nachteil ist, dass die Truppen extra geschult werden müssen, elektronische Geräte zur Programmierung oder Steuerung der Geschosse müssen vorhanden sein. Die Technik kann mit gezielten Maßnahmen sabotiert werden. Die Geschosse sind sehr teuer in der Herstellung und können zwischen zehntausenden und über hunderttausend Euro kosten, wenn die hohen Entwicklungskosten mitgerechnet werden. Die wirksame Menge Sprengstoff kann durch den Platz- und Gewichtsbedarf der Steuer- und Lenkeinrichtung oder zusätzliche Antriebe verringert sein.

## Arten
Je nach Ziel können unterschiedliche Artilleriegeschosse verwendet werden:
- historisch:
  - Kanonenkugel, meistens ein Volleisengeschoss
  - Ketten und durch Ketten verbundene Kugeln (gegen die Takelage von Segelschiffen)
  - Kartätsche, eine Art Schrotladung
  - Schrapnell, mit Kugeln gefülltes Geschoss, die vor dem Ziel durch eine dahinterliegende Treibladung aus Schwarzpulver ausgestoßen werden. Wurde gegen Menschen und Tiere eingesetzt. Gebräuchlich bis etwa 1916, Vorläufer eines Splittersprenggeschosses
  - Einheitsgeschoss (in Deutschland), ein Zwitter aus Schrapnell und Sprenggeschoss
  - Karkasse (Geschoss), ein Käfig aus Bandstahl, gefüllt mit glühenden Kohlen (Brandgeschoss).
- Sprenggeschoss, wirkt durch Spreng- und Splitterwirkung. Andere Namen sind High Explosives- oder HE-Geschoss oder Standardgeschoss. Sie besteht im Wesentlichen aus einem Stahlmantel und einer Füllung aus Sprengstoff. Dieses ist die am weitesten verbreitete und am häufigsten eingesetzte Munition. Je nach Zünder kann das Geschoss über dem Ziel, im Moment des Aufschlages oder mittels Verzögerung nach Eindringen in das Ziel zur Detonation gebracht werden. Bei geringem Aufschlagwinkel[2] und hartem Boden können mit auf „Verzögerung“ eingestellten Aufschlagzündern (AZmV) auch Abpraller erzielt werden. Sprenggeschosse werden auch im direkten Richten eingesetzt, zusammen mit einer maximalen Treibladung.
- Panzerbrechendes Geschoss, ursprünglich als Vollkugel, hat heute einen massiven Kern mit weicher Spitze zum Durchschlagen von Panzerungen. Panzerbrechende- oder Sprenggeschosse werden auch verwendet, um im Ausnahmefall gepanzerte Fahrzeuge im direkten Richten zu bekämpfen. Feld- und Panzerhaubitzen verfügen hierzu meist über ein separates Panzerzielfernrohr: Das Ziel wird durch einen direkten Treffer zerstört.
- Unterkalibergranate, Geschosse, bei denen der Durchmesser des Wirkungsteils kleiner ist als das Kaliber des Geschützes
- Cargogeschosse:
  - Bombletgeschoss oder Streumunition, stößt über dem Ziel kleine Hohlladungs-Sprengkörper aus, die – von oben auftreffend – auch leichte Panzerungen durchschlagen. Hinter Deckungen und in Schützengräben fallend wirken sie gegen weiche Ziele ähnlich wie Handgranaten. Sie unterfallen dem Übereinkommen über Streumunition.
  - M898 SADARM und SMArt-Munition (Suchzündermunition Artillerie) dient zur gezielten Bekämpfung einzelner, gepanzerter Fahrzeuge. Ein Geschoss enthält zwei Subgeschosse, die autonom agieren und getrennte Ziele bekämpfen können. Ein Problem liegt allerdings darin, dass
    - nur bis zum Ausstoß der ersten Submunition die Ballistik genau bestimmt werden kann,
    - der Ausstoßpunkt der zweiten Submunition nicht genau bestimmt werden kann,
    - die Windrichtung und Windgeschwindigkeit im Ziel (ggf. > 30 km entfernt) genau bekannt sein muss. Diese Daten können der „Zielmeldung“ beigefügt werden (siehe auch Artillerie-, Daten-, Lage- und Einsatz-Rechnerverbund – ADLER) oder durch ein Wettermodell (z. B. „WeModArt“ der Bundeswehr) errechnet werden und
    - die Ziele sich nach dem Ausstoß der Submunition im „Footprint“, der mit dem Sinken des an einer Art Fallschirm hängenden Geschosses immer kleiner wird (Radius ca. 150 Meter), befinden müssen.
- Präzisionsgelenkte Artilleriegeschosse wie die M982 Excalibur, Vulcano, Krasnopol und Kitolow
- Präzisionsgelenkte Mörsergeschosse wie die Strix, KM-8 Gran und Smeltschak
- Artilleriegeschosse mit Massenvernichtungswaffen (ABC-Geschosse): Über verschiedene internationale Abrüstungsverträge wurde die Produktion und Lagerung solcher Geschosse weltweit eingestellt, bestehende Lagerbestände wurden systematisch erfasst und unter kontrollierten Bedingungen vernichtet. Es ist aber denkbar, dass einige Staaten vertragswidrig weiterhin über solche Geschosse verfügen.
  - Nukleargeschoss, z. B. W9 (Kernwaffe). Die Bundeswehr hatte in Zeiten des Kalten Krieges Einheiten bzw. Teileinheiten (Artilleriespezialzüge) aufgestellt, die Kernwaffen der US-Streitkräfte im Rahmen der nuklearen Teilhabe transportieren und durch (Panzer-)Haubitzen der Kaliber 155 mm und 203 mm verschießen konnten. Die Freigabe blieb jedoch stets unter US-Hoheit. Der militärische Nutzen solcher Geschosse im Verhältnis zu den Gefahren für die eigenen Truppen war immer umstritten. Durch internationale Abrüstungsabkommen wurde die Abschaffung solcher Munition beschlossen und die Bestände demontiert.
  - Artilleriegeschosse mit biologischen Kampfstoffen: Während des Kalten Kriegs wurden auch Geschosse auf beiden Seiten entwickelt, die Giftköder oder mit Erregern von Seuchen behaftete Köder enthielten, um über den Umweg der Tiere bzw. Nutztiere die Menschen zu infizieren.
  - Artilleriegeschosse mit chemischen Kampfstoffen. Chemische Geschosse wurden vor allem noch im 1. Weltkrieg eingesetzt und in großer Menge nach dem Zweiten Weltkrieg unfachgemäß in die Umwelt entsorgt und in Gewässern versenkt, sodass weiterhin davon Gefahren ausgehen.
- Nebelgeschoss können (je nach verwendetem Nebel) dem Gegner nicht nur die optische Sicht nehmen und Bewegungen verschleiern, sondern auch die Sicht durch Sichtverstärker (Wärmebild etc.) beeinträchtigen bzw. nehmen. Häufig enthalten solche Geschosse Phosphor. Nebelgeschosse sind häufig auffällig weiß oder hell lackiert zur leichterer Erkennung und um Verwechslungen mit anderen Geschossarten bei schlechten Sichtverhältnissen zu minimieren.
- Leuchtgeschosse dienen zur Beleuchtung des Gefechtsfeldes. Das Geschoss löst mehrere hundert Meter über dem Ziel aus und enthält einen Leuchtsatz, der langsam an einem kleinen Fallschirm zu Boden fällt. Es ist möglich, dass der Leuchtsatz bei Bodenkontakt nicht ausgebrannt ist und einen Brand auslöst. Da technische Unterstützungsgeräte wie Restlichtverstärker etc. immer mehr auf dem Vormarsch sind, könnte dieses Geschoss über kurz oder lang aus der Nutzung genommen werden. In Auslandseinsätzen der Bundeswehr werden Leuchtgeschosse zur Show of Force eingesetzt.
- Spezielle Munition, die beispielsweise Flugblätter enthält.
- Exerziergeschosse oder in der Schweiz Manipuliermunition für Übungszwecke. Exerziergeschosse entsprechen in Maßen und Gewichten der Standardmunition, haben aber keine explosive Füllungen. Sie dienen nur dem Üben am Gerät um den Ansetzvorgang zu simulieren. Im Simulator der Panzerhaubitze 2000 kann damit ein Schießen simuliert werden. Das Geschoss wird nur mit Pressluft durch das Rohr gedrückt und fällt am Ende in eine Auffangvorrichtung.
- Übungsgeschosse (Schweiz: Übungsmunition) werden tatsächlich verschossen und sind mit Gips gefüllt. Der Aufschlag wird durch den Gipsstaub ortbar. Geschosse mit Deutladung für Zielübungen sind in den Maßen, Gewicht und Flugbahn mit einer Standardmunition identisch. Eine kleine Ladung von wenigen Gramm erzeugt bei Einschlag einen deutlichen Blitz und lauten Knall und eine Wolke von Gipsstaub, die auch im Radar sichtbar ist, richtet aber sonst wenig Schaden an. Häufig sind Übungsmunitionen blau lackiert.
- Reichweitengesteigerte Geschosse wie z. B.  das Extended-Range-Full-Bore-Geschoss und Base-Bleed-Geschoss, Geschosse mit Raketenantrieb oder Ramjet-AntriebXM1113 mit Raketenantrieb

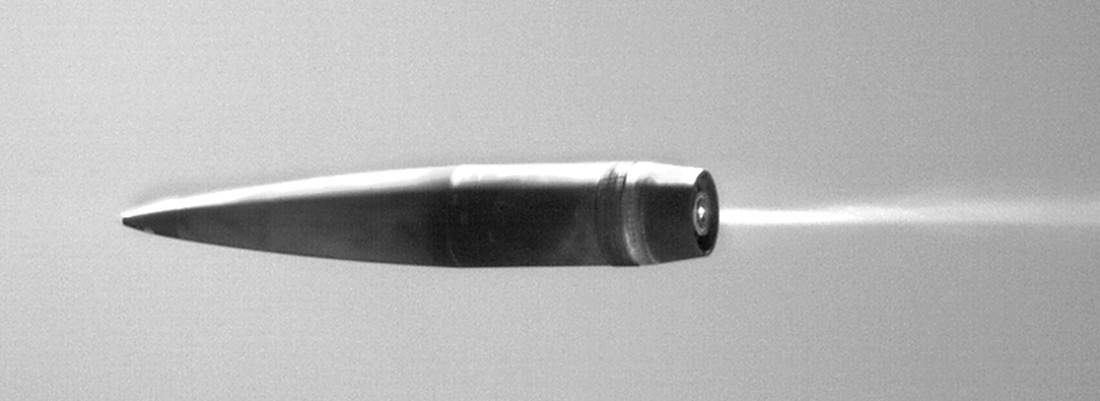
XM1113 mit Raketenantrieb

Neben den Artilleriegeschossen kann Artillerie über Raketen und Flugkörper als Wirkmittel verfügen. Der Raketenwerfer MARS kann u. a. Raketen mit Spreng-/Splitterwirkung, Bomblet-Submunition und Panzerabwehrminen verschießen.
Die Bundeswehr verfügt heute über Spreng-, SMArt-, Leucht-, Nebel-, Übungs- und Exerziergeschosse.

## Probleme beim Verschießen von Artilleriemunition
Beim Verschießen von Artilleriegeschossen können Probleme auftauchen, die durch eine falsche Bedienung oder fehlerhafte Behandlung der Munition verursacht werden und die Wirkung der Waffe vermindern. Ereignisse dieser Art durch Material- und Herstellungsfehler kommen nur noch selten vor. Die Probleme lassen sich in folgende Gruppen unterteilen.:99

### Rohrzerspringer

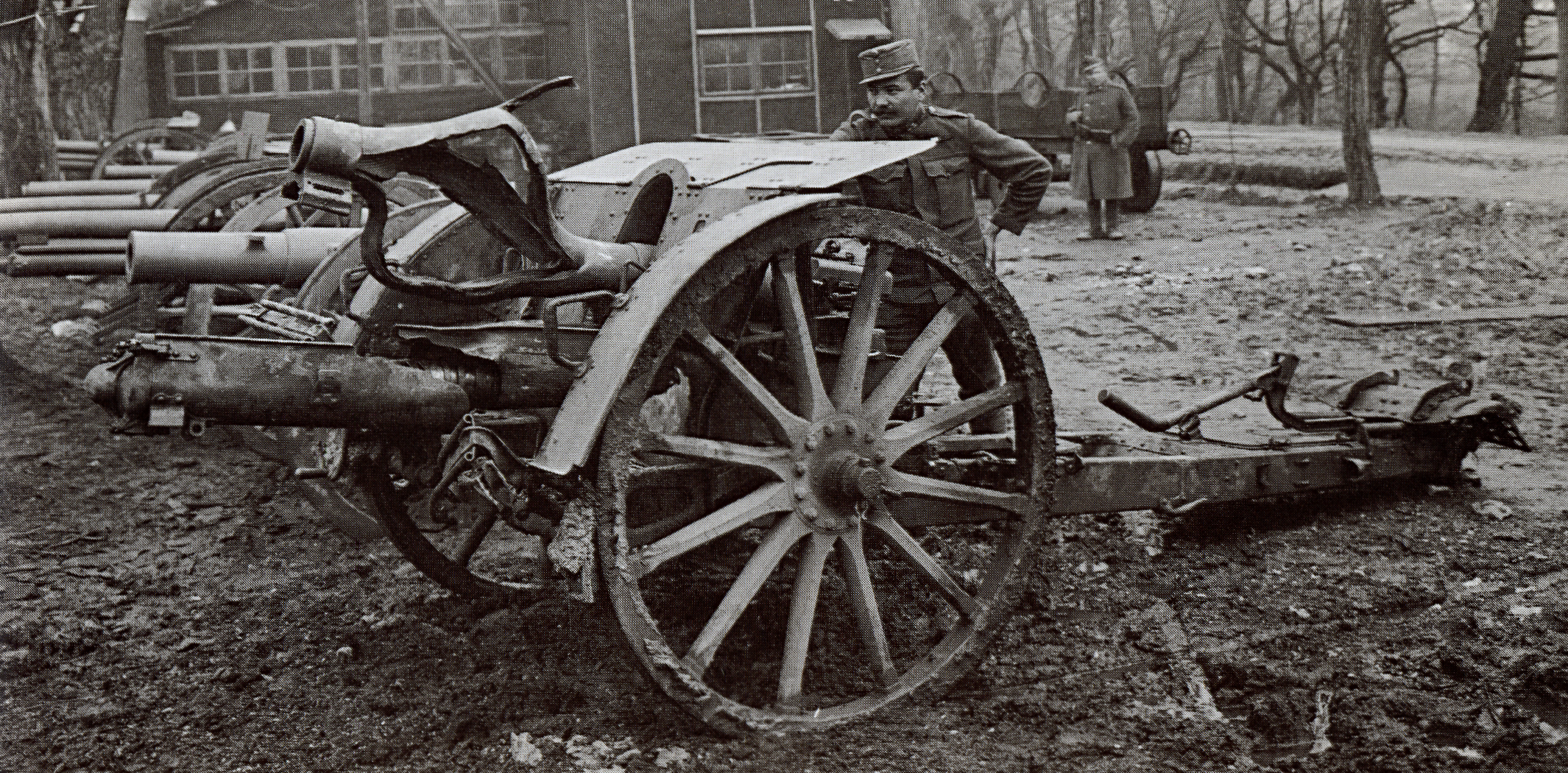
Rohrzerspringer einer österreichisch-ungarischen 10-cm-Feldhaubitze M. 14

Zu den gefährlichsten Vorkommnissen zählt der Rohrzerspringer. Durch besondere Umstände kommt es zu einer voll- oder teilkräftigen Detonation eines Artilleriegeschosses im Rohr.
„Unter einem Rohrzerspringer versteht man die voll- oder teilkräftige Detonation eines Geschosses im Rohr. Man unterscheidet dabei: ‚Vollkräftige Rohrzerspringer‘ bei Volldetonation der Sprengladung, ‚nicht vollkräftige Rohrzerspringer‘ bei Teildetonation der Sprengladung und ‚Ausbläser‘ bei explosionsartigem Ausbrennen der Sprengladung, wie es bei Abreißen des Zünders vorkommt.“:100, Pkt. 1
Eine mögliche Ursache ist beispielsweise eine zu starke Treibladung, weil zu viel Sprengstoff in die Kartusche gefüllt wurde. Das explodierende Geschoss nennt man umgangssprachlich auch Rohrkrepierer. Ein Rohrzerspringer zerstört meist die Waffe und gefährdet die Geschützbedienung.

### Rohrzerscheller
Unter einem Rohrzerscheller oder Rohrzerbrecher versteht man das einfache Zubruchgehen der Geschosshülle im Rohr.:100, Pkt. 2 Der Zünder und die Zündladung kommen nicht zur Explosion und die Sprengladung manchmal nur zum Teil. Das Geschoss zerschellt durch äußere Gewalt und nicht durch die gesamte gebundene Energie der Sprengladung. Ein Rohrzerscheller verursacht so große Beschädigung im Rohr (z. B. eine Rohraufstauchung), dass es nicht weiterverwendet werden kann. Ein so beschädigtes Rohr würde dem Geschoss zu wenig Führung bieten und zu wenig Drall geben, so dass es durch eine übermäßige Streuung wirkungslos wäre. Eine mögliche Ursache ist ein Zurückrutschen des Geschosses auf die Treibladung beim Nehmen der Rohrerhöhung, das durch ein ungenügendes oder nachlässiges Ansetzen des Geschosses verursacht wird. Um Rohrzerscheller oder sogar Rohrzerspringer zu verhindern, müssen bei Frost die Geschosse und ihre Führungsbänder vollständig vom Eis befreit werden, da ansonsten ein richtiges Ansetzen nicht möglich ist. Vereiste Geschosse tauen im heißgeschossenen Rohr auf und können beim Nehmen der Rohrerhöhung auf die Treibladung zurückrutschen. Auch muss bei Feuerpausen das Rohr wieder vollständig entladen werden, um das Rohr auf Fremdkörper zu untersuchen. Auch verhindert ein Entladen, dass durch eindringendes Wasser bei Frost das Geschoss im Rohr festfriert. Bei heißgeschossenen Rohren können die Geschosse weiter ins durch die Wärme ausgedehnte Rohr geschoben werden. Wenn das Rohr bei einer Feuerpause wieder abkühlt und sich wieder zusammenzieht, wird auf die Führungsbänder der Geschosse ein starker Druck ausgeübt. Dies kann zu Rissen in der Geschosshülle führen, die beim Abschuss zu einem Rohrzerscheller oder Rohrzerspringer führen können.

### Frühzerspringer
Als Frühzerspringer (auch Bahnzerspringer genannt) wird die vorzeitige und vollkräftige Detonation eines Geschosses an irgendeinem Punkt seiner Flugbahn bezeichnet.:100, Pkt. 3 Ein Frühzerspringer kann die vor der Feuerstellung befindlichen eigenen Truppen gefährden. Häufige Ursache sind beschädigte Zünder, die durch die grobe Behandlung der Munition oder das Werfen von Munitionspackgefäßen verursacht werden. Wenn sich beispielsweise ein beschädigtes Abschussplättchen an der Zünderspitze nach dem Abschuss ablöst, genügt der Winddruck, um den Zünder nach Aufhebung der Vorrohrsicherung auszulösen. Auch können hochempfindliche Zünder beim Treffen von großen Regentropfen, Hagelkörnern, Ästen oder Stromleitungen auslösen und so zu Frühzerspringern führen.

### Blindgänger
Blindgänger nennt man ein zwar im Ziel angekommenes, aber nicht zur Wirkung gekommenes Geschoss.:100, Pkt. 4 Ursache können beispielsweise nass gewordene Zünder sein. Bestimmte Zünder verwenden Schwarzpulver als Zündmittel. Wenn Schwarzpulver nass wird, zündet es auch nach Trocknung nicht mehr, da ein Bestandteil, der Salpeter, auskristallisiert ist. Ebenfalls kann auch ein weicher Untergrund an der Einschlagstelle dazu führen, dass ein sonst einwandfreies Geschoss zum Blindgänger wird. In diesem Fall bietet der Untergrund genügend Widerstand, um das Geschoss zu bremsen, nicht aber ausreichend, um den Aufschlagzünder auszulösen. Auf Wasserflächen kann dies nicht geschehen, weil das Wasser bei der hohen Aufschlaggeschwindigkeit etwa so hart wie Beton ist und somit den Aufschlagzünder auslöst.

### Kurzschuss
Unter einem Kurzschuss versteht man die unbeabsichtigte Verkürzung der Geschossflugbahn z. B. durch eine zu schwache Treibladung.:100, Pkt. 5 Entweder wird fehlerhaft zu wenig Treibladung geladen oder diese zündet beispielsweise durch Nässe nicht vollständig. Kurzschüsse können die vor der Feuerstellung befindlichen eigenen Truppen gefährden.

### Weitschuss
Unter einem Weitschuss versteht man die unbeabsichtigte Verlängerung der Geschossflugbahn z. B. durch eine zu starke Treibladung.:100, Pkt. 6 Entweder wird durch grobe Nachlässigkeit zu viel Treibladung in die Kartusche gefüllt oder die Treibladung wirkt durch unsachgemäße Lagerung stärker. Wenn Treibladungen Hitze (z. B. durch Sonneneinstrahlung oder durch längere Lagerung im heißgeschossenen Rohr) ausgesetzt werden, kann sich ihre Abbrandgeschwindigkeit erhöhen. Dadurch entsteht beim Abschuss im Rohr ein höherer Gasdruck, der das Geschoss weiter als berechnet fliegen lässt. Darum sollten Treibladungen immer im Schatten bzw. gekühlt gelagert und das Rohr bei Feuerpausen entladen werden, um Weitschüsse, Rohrzerscheller oder sogar Rohrzerspringer zu vermeiden.
Um eine gleichmäßige Abbrandgeschwindigkeit und damit eine gleichmäßige Treffgenauigkeit zu gewährleisten, werden Treibladung und Munition manchmal in Kühlcontainern gelagert, zum Beispiel beim Paris-Geschütz oder bei der Panzerhaubitze 2000.